# Kırıkhan
Kırıkhan es una ciudad y distrito en la parte nororiental de la provincia de Hatay, Turquía, muy cerca de la frontera con Siria. El nombre Kırıkhan significa “posada rota” en turco, quizás una referencia a uno de los muchos hospedajes que solían concentrarse en el camino. La ciudad se ubica en la intersección de la ruta entre İskenderun (Alejandreta) y Alepo, y en la carretera más importante este-oeste entre Antakya (Antioquía) y Kahramanmaraş.
El último recuento demográfico se llevó a cabo en 2014 con una población urbana de 76 900 habitantes.

## Historia
La ciudad data de época romana, aunque se han encontrado utensilios paleolíticos, hititas, asirios y persas. Alejandro Magno la conquistó al Imperio persa. Se han encontrado alrededor de 34 yacimientos de antiguas fortalezas militares de época helenística.
La ciudad perteneció anteriormente al distrito de Belen, pero pasó a ser un distrito propio en 1923 en la época del Mandato francés.

### Separación de Siria y unión con Turquía
Después de la Primera Guerra Mundial y con la partición del Imperio otomano, el Sanjacado de Alejandreta pasó a formar parte del Mandato francés de Siria bajo estatuto especial, pero Turquía exigió su devolución con el argumento de que el área estaba poblada mayoritariamente por turcos. En 1939, la República de Hatay decidió unirse con Turquía, y junto con ella la ciudad pasó a ser parte del Estado turco tras la celebración de un referéndum que confirmó el apoyo de la mayoría de la población a la integración, lo cual fue aprobado por el parlamento local el 29 de junio, y la reincorporación ocurrió el 23 de julio, convirtiéndose la región en la provincia de Hatay.

## Castillo Trapessac
El castillo Trapessac es la principal atracción turística del municipio, se trata de una fortaleza ubicada al norte del núcleo urbano. Fue edificado en el siglo XI por los Caballeros templarios, junto a la cercana fortaleza de Bagras. Saladino consiguió conquistar este castillo en 1188. Los templarios, junto con los armenios, intentaron con mucho ahínco recuperar el castillo en el 1237, pero fueron derrotados de nuevo.

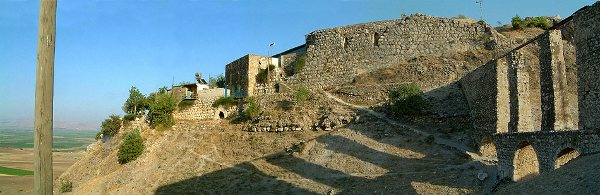
Castillo Trapessac.

## Superficie y clima
Tiene 687 km² de extensión, y una temperatura media de 32.3 °C en verano y 7.31 °C de media en invierno.

## Economía
Un 55 % de la población trabaja en el sector primario, relacionado con la ganadería y agricultura, y un 28 % se dedica al sector de la industria.